# У Калиха

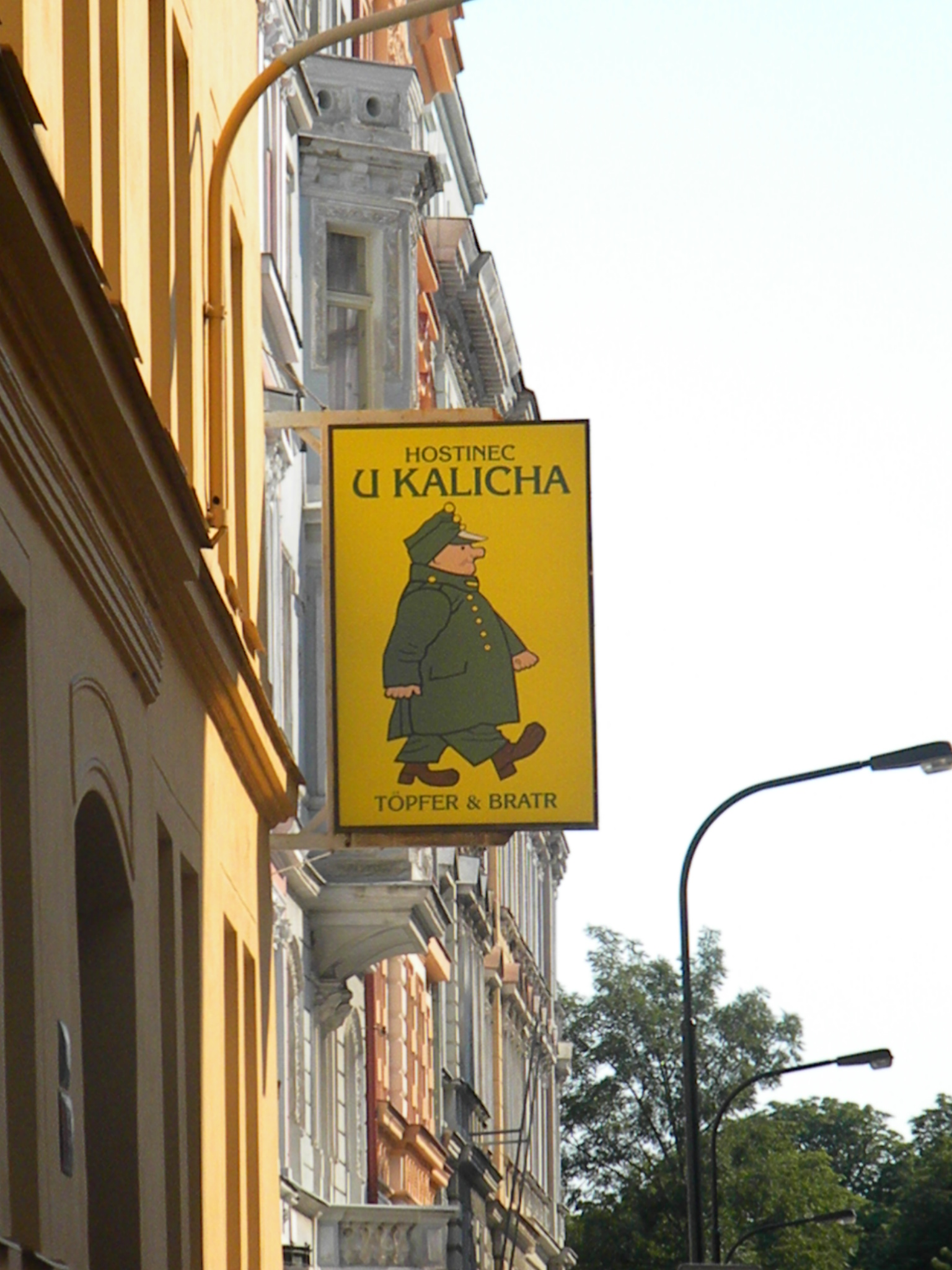

«У Каліха» (чеськ. «U Kalicha» — «У келиха») — культовий ресторан у Празі, пов'язаний з ім'ям бравого солдата Швейка. Українським читачам також відомий як шинок «Під чашею».

## Кухня
У ресторані подають страви оригінальної чеської кухні і справжнє чеське пиво — світлі пільзенські сорти «Пільзнер» і «Радеґаст», будейовицький «Будвайзер» («Будвар»), «Велкопоповіцке» та західночеський темний «Домажліцькій пуркмістр» (до речі, Швейк пив тут Велкопоповіцке).
Хоча ресторан спеціалізується на чеській кухні, назви всіх страв неначе просочені пафосом роману. Вам також запропонують: улюблену страву Балоуна, гуляш фельдкурата Отто Каца зі шпикових кнедликів, кнедлики з яловичиною у грибному соусі приготовані за рецептом пані Мюллерової, улюблена страва поручика Лукаша — картопля фрі з вирізкою з яловичини, улюблений картопляний коржик підпоручика Дуба.
До пива: оломоуцькі сирки, молодий оселедець у маринаді, солоні бублики та знамениті чеські утопенці — холодні сардельки в пікантному маринаді з цибулею.

## Міжнародна популярність
Ресторан уславив відомий чеський письменник Ярослав Гашек, який часто любив сюди заходити і за кухлем пива створював нові глави популярного роману «Пригоди бравого вояка Швейка». Завдяки цій пристрасті, назва пивної «У Каліха» назавжди увійшла до історії світової літератури і залишилася увічненою на сторінках роману «Пригоди бравого солдата Швейка».
Згідно з популярним чеським романом, саме звідси бравий солдат Швейк відправився на Першу світову війну і саме тут він збирався зустрітися о шостій годині вечора після війни зі старим сапером Водичкою.
Ресторан «У Каліха» здобув міжнародну популярність та інтерес після перекладу «Пригод бравого солдата Швейка» на німецьку мову і постановки цього твору у всесвітньо відомому театрі Ервіна Піскатора в Берліні на Ноллендорфській площі в 1927 році. Німецький режисер Ервін Піскатор привів Швейка на міжнародну літературну сцену. Театральна вистава Піскатора викликала увагу спочатку в Радянському Союзі, а згодом у Великій Британії, Франції, Італії та інших країнах.
Необхідно повідомити про справжнє існування особистостей, про яких писав Ярослав Гашек у романі: Ресторан «У Каліха» належав не «господареві Палівцю», а якомусь Шмідові, якого називали «грубіян». Палівець там також працював, але лише як помічник офіціанта.

## Історія
«За часів» бравого солдата Швейка «У Каліха» був зовсім банальним, нецікавим, звичайним шинком.
Після Першої світової війни з розпадом Австро-Угорщини цей трактир перестав існувати. Відновили його лише в 1955 році винятково з комерційних міркувань, бо безліч людей, які з усього світу приїжджали до столиці Чехословаччини, неодмінно хотіли відвідати трактир Палівця, про який вони дізналися з роману Ярослава Гашека «Пригоди бравого вояка Швейка». Таким, як зараз, ресторан став саме в 50-ті роки 20 століття. Саме тоді ресторан став пиво-кулінарною пам'яткою не лише для пражан, а й для туристів. Знайти в ньому вільне місце без резервації завжди було майже неможливо.
Так тривало до 1989 року — до того моменту, коли в Чехії відбулася так звана «Оксамитова революція». У результаті зміни уряду почалося повернення власності колишнім власникам, вірніше, їх нащадкам. Нова влада вважала, що таким чином відновлюється не лише справедливість, а й відшкодовуються матеріальні збитки, завдані соціалістичним ладом. Виявилося, що власниками будівлі з рестораном є брати Топфер. У будинку, який колись належав їхній бабусі і яка здавала квартири внайми, внизу справді розташовувався трактир, господарем якого і справді був той самий Палівець, якого й описав Гашек.
Оформлення документів тривало досить довго — аж у 1991 році були зібрані всі потрібні папери, які уточнювали і підтверджували права на власність. Коли нарешті все було оформлено, Павло Топфер, взявши в банку позику в декілька мільйонів крон, викупив у держави ресторан, включаючи його меблі, обладнання, посуд, кожну виделку і ложку.

## Інтер'єр
У ресторані досить цікавий інтер'єр, хоч аж ніяк не схожий на пивну Праги початку першої світової війни, але тим не менше безпосередньо пов'язаний винятково зі Швейком.
На стінах — автографи іменитих відвідувачів (своєрідна колекція господаря), а на столиках, укритих зеленими скатертинами, фірмове сервірування, де на всіх предметах: і серветках, і підставках, і тарілках, присутній той, завдяки якому ресторан дає прибуток — бравий вояка Швейк.
Як на сторінках роману в ресторані стоїть зламана гармонь, висить портрет імператора Франца-Йосифа. На вході у ресторан сидить сам агент Бретшнейдер і як завжди підслуховує.
Щовечера у вечірній програмі «Швейк, пиво, пісні» з конкурсами і танцями також грає чеську музику відома чеська група «Швейк бенд» — дует з акордеона та труби.
У ресторані можна купити сувеніри, пов'язані з ім'ям Швейка.
Кількість місць — 120.

## Розташування
Ресторан розташований у декількох хвилинах ходьби від верхньої частини Вацлавської площі.
Трамвай № 22, 24, поруч із рестораном станція метро «I.P.Pavlova».
Адреса: Na Bojišti 12/14 Nové Město, Praha 2.